# Димитър Петкович
Димитър Димитриевич Петкович е български възрожденец.

## Биография
Роден е в заможно семейство в Башино село, Велешко. Син е на Димитър Петкович, който е учител в Башино село (1845-1848) и пише до редактора на „Цариградски вестник“ Александър Екзарх на 10 май 1848 година. Брат е на Андрей Петкович и Константин Петкович. Вероятно той е първият българин в Петербургския университет, който завършва с докторска научна степен. Учи там в края на 40-те и началото на 50-те години на XIX век. През 1854 година е служител в дипломатическата канцелария на княз Александър М. Горчаков.